# Драма в воздухе
«Драма в воздухе» (фр. Un drame dans les airs) — рассказ, одно из ранних прозаических произведений французского писателя Жюля Верна, впервые появившееся в августе 1851 года в журнале «Musée des familles» под названием «Путешествие на воздушном шаре. (Ответ на июльскую загадку)» (фр. Un voyage en ballon. (Réponse à l’énigme de juillet.)).
В 1874 году произведение в составе сборника рассказов «Доктор Окс» (фр. Le Docteur Ox) вышло в отредактированном виде под укороченным названием, известным и сегодня.

## История создания и публикаций
Возможно, Жюль Верн написал этот рассказ под впечатлением от произведения Эдгара Аллана По «История с воздушным шаром» (англ. The Balloon-Hoax).
Рассказ впервые появился в ежемесячном журнале «Musée des familles» в августе 1851 года. Редактор Питр-Шевалье давно искал автора, способного увлекательно писать о географии, истории, науке и технологиях, не теряя образовательный компонент, и Верн с присущей ему тягой к наукам оказался подходящей кандидатурой.
В 1874 году произведение вышло в отредактированном виде под укороченным названием «Драма в воздухе» (фр. Un drame dans les airs) в составе сборника рассказов «Доктор Окс» (фр. Le Docteur Ox). Мотив произведения позже во многом повторился в романе «Пять недель на воздушном шаре». Позже автор заменил светильный газ (фр. gaz d'éclairage), используемый для воздушного шара, на водород.
На английском языке рассказ вышел в 1874 году в сборнике «Доктор Окс». На русском языке рассказ впервые напечатан издательством Б. Г. Янпольского в 1875 году также в сборнике «Доктор Окс».

## Сюжет
События разворачиваются над территориями Германии и Нидерландов. Во Франкфурте-на-Майне французский воздухоплаватель собирается подняться в воздух на воздушном шаре, как вдруг в корзину запрыгивает незнакомец. Он выбрасывает балласт, отчего шар не может приземлиться, и ведёт себя как помешанный. Безумец достаёт тетрадь и пересказывает истории о прошлых аэронавтах, чьи полёты не всегда заканчивались хорошо. Рассказчику удалось спастись, ухватившись за канат. Он приходит в себя в доме некой крестьянки в городке Хардервейке в 15 лье от Амстердама на берегу Зёйдерзее.

## Экранизации
- В 1904 году французский режиссёр Гастон Велле (1872—1948) снял немой короткометражный фильм «Драма в воздухе» (фр. Un drame dans les airs). По сюжету двое путешественников поднимаются в небо на воздушном шаре, любуются открывающимися видами; затем начинается гроза, и путешественники падают в море. Их спасает лодочник[8][9].